# Brabham
Brabham, ursprungligen Brabham Racing Organization, var en brittisk formelbiltillverkare med ett racingstall som bland annat tävlade i formel 1 1962-1992. 

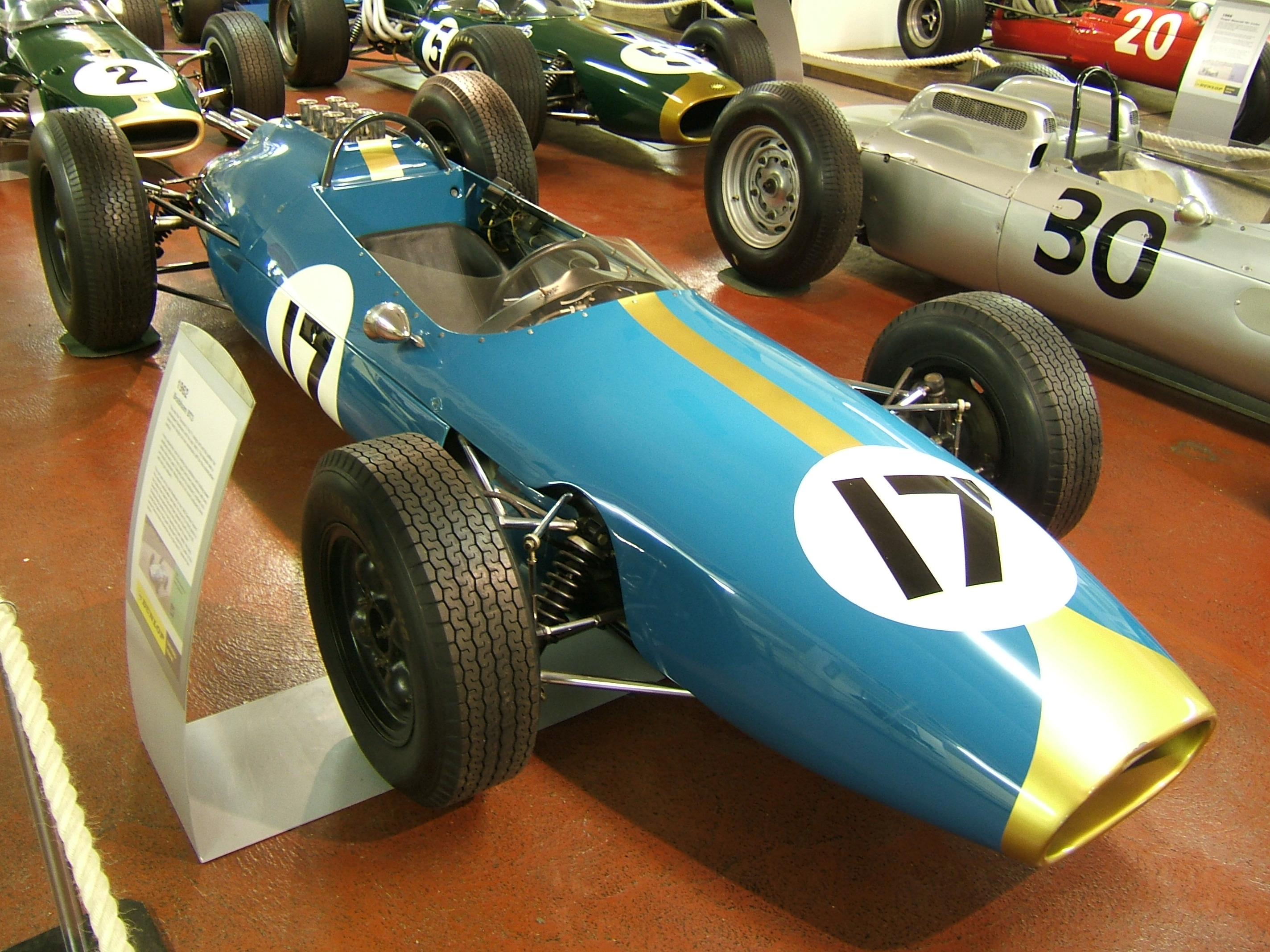
Brabhams första F1-bil, Brabham BT3 från.

## Historik

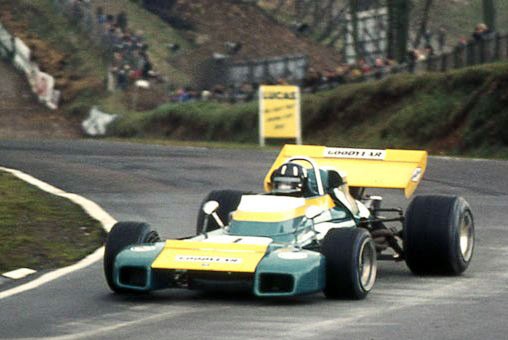
Graham Hill i en Brabham BT34 från.

Brabham startades av racerföraren Jack Brabham och Ron Tauranac, vars efternamns begynnelsebokstäver användes som beteckning på kommande bilmodeller.
Premiärsäsongen 1962 körde endast Jack Brabham själv och inledningsvis i en Lotus-Climax innan Brabham BT3 debuterade.
1966 blev Jack Brabham världsmästare i formel 1 för tredje gången och blev då den förste föraren att vinna med egen bil. 1967 blev Denis Hulme världsmästare i en Brabham och båda åren vann Brabham även konstruktörs-VM i formel 1.
1969 sålde Jack Brabham sina aktier Brabham till Tauranac men stannade kvar som förare även 1970. I slutet av 1971 sålde Tauranac samtliga aktier till affärsmannen Bernie Ecclestone.
Brabhamstallet är bland annat ihågkommet för att man kom till Sveriges Grand Prix 1978 i Anderstorp med en kraftigt modifierad version av sin bil, kallad BT46B. Bilen var utrustad med en enorm fläkt baktill som sög fast bakhjulen mot banan. Detta var särskilt effektivt i låga farter då trycket från bilens vingar är lågt. Niki Lauda, som körde denna bil (vilken senare kom att kallas "dammsugarbilen") vann tävlingen. 

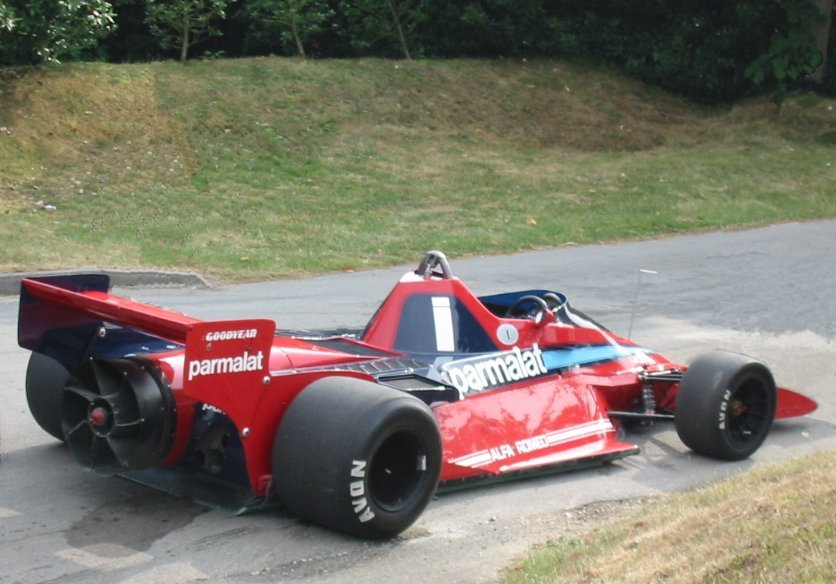
Brabham BT46B från.

Fläktbilarna förbjöds strax efteråt eftersom de föll under regeln om att detaljer som förbättrar bilarnas aerodynamik inte får vara rörliga, vilket fläktblad måste anses vara. Brabham kom med ett lamt försvarstal och menade att fläktens huvudsakliga uppgift var att kyla motorn, vilket helt uppenbart inte var sant.
1981 och 1983 vann Nelson Piquet förar-VM i formel 1 och körde båda gångerna för Brabham.
1988 såldes Ecclestone bolaget till den schweiziska racerföraren Walter Brun. 1989 ägdes Brabham av den schweiziske affärsmannen Joachim Luhti och 1889-1992 av Middlebridge Racing Limited (som ägdes av japanen Koji Nakauchi). Betalningssvårigheter gjorde att Brabham övertogs av Landhurst Leasing 1992. Samma år lämnade Brabham formel 1 och året därpå, 1993, såldes tillgångarna ut till bolagets fordringsägare.

## F1-säsonger
| Säsong | Tävlingsnamn                     | Bil                                    | Motor                                 | Däck | Poäng | VM-plac. | Förare 1                                               | Förare 2                                   | Förare 3          |
| ------ | -------------------------------- | -------------------------------------- | ------------------------------------- | ---- | ----- | -------- | ------------------------------------------------------ | ------------------------------------------ | ----------------- |
| 1962   | Brabham Racing Organisation      | Lotus 24                               | Climax 1.5 V8                         | D    | 0     | (2:a)    | Jack Brabham                                           |                                            |                   |
| 1962   | Brabham Racing Organisation      | Brabham BT3                            | Climax 1.5 V8                         | D    | 6     | 7:a      | Jack Brabham                                           |                                            |                   |
| 1963   | Brabham Racing Organisation      | Lotus 24                               | Climax 1.5 V8                         | D    | 0     | (1:a)    | Jack Brabham                                           |                                            |                   |
| 1963   | Brabham Racing Organisation      | Brabham BT3 Brabham BT7                | Climax 1.5 V8                         | D    | 28    | 3:a      | Jack Brabham                                           | Dan Gurney                                 |                   |
| 1964   | Brabham Racing Organisation      | Brabham BT7 Brabham BT11               | Climax 1.5 V8                         | D    | 30    | 4:a      | Jack Brabham                                           | Dan Gurney                                 |                   |
| 1964   | Siffert Racing Team R R C Walker | Brabham BT11                           | BRM 1.5 V8                            | D    | 7     | 6:a      | -                                                      | -                                          | -                 |
| 1965   | Brabham Racing Organisation      | Brabham BT7 Brabham BT11               | Climax 1.5 V8                         | D/G  | 27    | 3:a      | Jack Brabham Dan Gurney Denny Hulme Giancarlo Baghetti | Dan Gurney Denny Hulme Jack Brabham        | Denny Hulme       |
| 1965   | R R C Walker                     | Brabham BT11                           | BRM 1.5 V8                            | ?    | 5     | 7:a      | -                                                      | -                                          | -                 |
| 1966   | Brabham Racing Organisation      | Brabham BT19 Brabham BT20              | Repco 3.0 V8                          | G    | 42    | 1:a      | Jack Brabham                                           | Denny Hulme                                |                   |
| 1966   | DW Racing Enterprises            | Brabham BT11                           | Climax 2.8 L4                         | ?    | 1     | 11:a     | -                                                      | -                                          | -                 |
| 1966   | Brabham Racing Organisation      | Brabham BT22                           | Climax 2.8 L4                         | G    | 0     | -        | Denny Hulme                                            |                                            | Chris Irwin       |
| 1966   | David Bridges                    | Brabham BT11                           | BRM 2.0 V8                            | ?    | 1     | 11:a     | -                                                      | -                                          | -                 |
| 1967   | Brabham Racing Organisation      | Brabham BT19 Brabham BT20 Brabham BT24 | Repco 3.0 V8                          | G    | 63    | 1:a      | Jack Brabham                                           | Denny Hulme                                |                   |
| 1967   | DW Racing Enterprises            | Brabham BT11                           | Climax 2.8 L4                         | ?    | 2     | 11:a     | -                                                      | -                                          | -                 |
| 1968   | Brabham Racing Organisation      | Brabham BT24 Brabham BT26              | Repco 3.0 V8                          | G    | 10    | 8:a      | Jack Brabham                                           | Jochen Rindt                               | Dan Gurney        |
| 1969   | Motor Racing Developments        | Brabham BT26A                          | Ford DFV 3.0 V8                       | G    | 49    | 2:a      | Jack Brabham                                           | Jacky Ickx                                 |                   |
| 1969   | Silvio Moser Racing Team         | Brabham BT24                           | Ford DFV 3.0 V8                       | -    | 0     | 2:a      | Silvio Moser                                           |                                            |                   |
| 1970   | Motor Racing Developments        | Brabham BT33                           | Ford DFV 3.0 V8                       | G    | 35    | 4:a      | Jack Brabham                                           |                                            |                   |
| 1971   | Motor Racing Developments        | Brabham BT33 Brabham BT34              | Ford DFV 3.0 V8                       | G    | 5     | 9:a      | Graham Hill                                            | Dave Charlton Tim Schenken                 |                   |
| 1972   | Motor Racing Developments        | Brabham BT33 Brabham BT34 Brabham BT37 | Ford DFV 3.0 V8                       | G    | 7     | 9:a      | Graham Hill                                            | Carlos Reutemann                           | Wilson Fittipaldi |
| 1973   | Motor Racing Developments        | Brabham BT37 Brabham BT42              | Ford DFV 3.0 V8                       | G    | 22    | 4:a      | Carlos Reutemann                                       | Wilson Fittipaldi                          |                   |
| 1973   | Ceramica Pagnossin Team MRD      | Brabham BT37 Brabham BT42              | Ford DFV 3.0 V8                       | G    | 3     | -        | Andrea de Adamich Rolf Stommelen                       | John Watson                                |                   |
| 1974   | Motor Racing Developments        | Brabham BT44                           | Ford DFV 3.0 V8                       | G    | 35    | 5:a      | Carlos Reutemann                                       | Richard Robarts Rikky von Opel Carlos Pace | Teddy Pilette     |
| 1974   | John Goldie Racing with Hexagon  | Brabham BT42                           | Ford Cosworth DFV 3.0 V8              | F    | 1     | 5:a      | John Watson                                            | Carlos Pace                                |                   |
| 1974   | Goldie Hexagon Racing            | Brabham BT42 Brabham BT44              | Ford Cosworth DFV 3.0 V8              | F    | 5     | 5:a      | John Watson                                            |                                            |                   |
| 1974   | Scuderia Finotto                 | Brabham BT42                           | Ford Cosworth DFV 3.0 V8              | G/F  | 0     | 5:a      | Gérard Larrousse Helmuth Koinigg Carlo Facetti         |                                            |                   |
| 1975   | Martini Racing                   | Brabham BT44B                          | Ford DFV 3.0 V8                       | G    | 54    | 2:a      | Carlos Reutemann                                       | Carlos Pace                                |                   |
| 1976   | Martini Racing                   | Brabham BT45                           | Alfa Romeo 3.0 F12                    | G    | 9     | 9:a      | Carlos Reutemann Rolf Stommelen Larry Perkins          | Carlos Pace                                | Rolf Stommelen    |
| 1977   | Martini Racing                   | Brabham BT45 Brabham BT45B             | Alfa Romeo 3.0 F12                    | G    | 27    | 5:a      | John Watson                                            | Carlos Pace Hans-Joachim Stuck             | Giorgio Francia   |
| 1978   | Parmalat Racing Team             | Brabham BT45C Brabham BT46 B           | Alfa Romeo 3.0 F12                    | G    | 53    | 3:a      | Niki Lauda                                             | John Watson                                | Nelson Piquet     |
| 1979   | Parmalat Racing Team             | Brabham BT46 Brabham BT48              | Alfa Romeo 3.0 F12 Alfa Romeo 3.0 V12 | G    | 7     | 8:a      | Niki Lauda                                             | Nelson Piquet                              |                   |
| 1979   | Parmalat Racing Team             | Brabham BT49                           | Ford DFV 3.0 V8                       | G    | 0     | -        | Ricardo Zunino                                         | Nelson Piquet                              |                   |
| 1980   | Parmalat Racing Team             | Brabham BT49                           | Ford DFV 3.0 V8                       | G    | 55    | 3:a      | Nelson Piquet                                          | Ricardo Zunino Hector Rebaque              |                   |
| 1981   | Parmalat Racing Team             | Brabham BT49C Brabham BT50             | Ford DFV 3.0 V8                       | M/G  | 61    | 2:a      | Nelson Piquet                                          | Hector Rebaque                             |                   |
| 1982   | Parmalat Racing Team             | Brabham BT50                           | BMW 1.5 L4T                           | G    | 22    | 7:a      | Nelson Piquet                                          | Riccardo Patrese                           |                   |
| 1982   | Parmalat Racing Team             | Brabham BT49D                          | Ford DFV 3.0 V8                       | G    | 19    | 9:a      | Nelson Piquet                                          | Riccardo Patrese                           |                   |
| 1983   | Fila Sport                       | Brabham BT52 Brabham BT52B             | BMW 1.5 L4T                           | M    | 72    | 3:a      | Nelson Piquet                                          | Riccardo Patrese                           |                   |
| 1984   | MRD International                | Brabham BT53                           | BMW 1.5 L4T                           | M    | 38    | 4:a      | Nelson Piquet                                          | Teo Fabi Corrado Fabi Manfred Winkelhock   |                   |
| 1985   | Motor Racing Developments Ltd    | Brabham BT54                           | BMW 1.5 L4T                           | P    | 26    | 5:a      | Nelson Piquet                                          | Francois Hesnault Marc Surer               |                   |
| 1986   | Motor Racing Developments Ltd    | Brabham BT55                           | BMW 1.5 L4T                           | P    | 2     | 9:a      | Riccardo Patrese                                       | Elio de Angelis Derek Warwick              |                   |
| 1987   | Motor Racing Developments Ltd    | Brabham BT56                           | BMW 1.5 L4T                           | G    | 10    | 8:a      | Riccardo Patrese Stefano Modena                        | Andrea de Cesaris                          |                   |
| 1989   | Motor Racing Developments        | Brabham BT58                           | Judd 3.5 V8                           | P    | 8     | 9:a      | Martin Brundle                                         | Stefano Modena                             |                   |
| 1990   | Motor Racing Developments        | Brabham BT58 Brabham BT59              | Judd 3.5 V8                           | P    | 2     | 9:a      | Gregor Foitek David Brabham                            | Stefano Modena                             |                   |
| 1991   | Motor Racing Developments Ltd    | Brabham BT59Y Brabham BT60Y            | Yamaha 3.5 V12                        | P    | 3     | 9:a      | Martin Brundle                                         | Mark Blundell                              |                   |
| 1992   | Motor Racing Developments Ltd    | Brabham BT60B                          | Judd 3.5 V10                          | G    | 0     | -        | Eric van de Poele                                      | Giovanna Amati Damon Hill                  |                   |

| 1. Frankrike 1964 2. Mexiko 1964 3. Frankrike 1966 4. Storbritannien 1966 5. Nederländerna 1966 6. Tyskland 1966 7. Monaco 1967 8. Frankrike 1967 9. Tyskland 1967 10. Kanada 1967 11. Tyskland 1969 12. Kanada 1969 13. Sydafrika 1970 14. Sydafrika 1974 15. Österrike 1974 16. USA 1974 17. Brasilien 1975 18. Tyskland 1975 19. Sverige 1978 20. Italien 1978 21. USA West 1980 22. Nederländerna 1980 23. Italien 1980 24. Argentina 1981 25. San Marino 1981 26. Tyskland 1981 27. Monaco 1982 28. Kanada 1982 29. Brasilien 1983 30. Italien 1983 31. Europa 1983 32. Sydafrika 1983 33. Kanada 1984 34. Detroit 1984 35. Frankrike 1985 |

| 1. Nederländerna 1964 2. Belgien 1964 3. Storbritannien 1966 4. Nederländerna 1966 5. USA 1966 6. Sydafrika 1967 7. Monaco 1967 8. Frankrike 1968 9. Kanada 1968 10. Sydafrika 1969 11. Tyskland 1969 12. Kanada 1969 13. Mexiko 1969 14. Spanien 1970 15. Argentina 1972 16. USA 1974 17. Sydafrika 1975 18. Monaco 1977 19. Sydafrika 1978 20. Frankrike 1978 21. USA West 1980 22. Kanada 1980 23. Brasilien 1981 24. Argentina 1981 25. Monaco 1981 26. Kanada 1981 27. Österrike 1982 28. Nederländerna 1983 29. Italien 1983 30. Sydafrika 1984 31. San Marino 1984 32. Kanada 1984 33. Detroit 1984 34. Storbritannien 1984 35. Österrike 1984 36. Italien 1984 37. Europa 1984 38. Portugal 1984 39. Nederländerna 1985 |

| 1. Sydafrika 1963 2. Belgien 1964 3. Frankrike 1964 4. Österrike 1964 5. Mexiko 1965 6. Storbritannien 1966 7. Nederländerna 1966 8. Sydafrika 1967 9. Storbritannien 1967 10. Tyskland 1969 11. Kanada 1969 12. Kanada 1969 13. Mexiko 1969 14. Sydafrika 1970 15. Spanien 1970 16. Frankrike 1970 17. Storbritannien 1970 18. Sydafrika 1974 19. Italien 1974 20. USA 1974 21. Sydafrika 1975 22. Sydafrika 1977 23. Österrike 1977 24. Monaco 1978 25. Sverige 1978 26. Storbritannien 1978 27. Nederländerna 1978 28. USA 1979 29. USA West 1980 30. Argentina 1981 31. Monaco 1982 32. Frankrike 1982 33. Tyskland 1982 34. Österrike 1982 35. Brasilien 1983 36. San Marino 1983 37. Monaco 1983 38. Italien 1983 39. Sydafrika 1983 40. San Marino 1984 41. Kanada 1984 42. Europa 1984 |

## Andra stall
Brabham har också levererat bilar till andra formel 1-stall.
| Stall                     | Säsong | Konstruktör    | Antal lopp | Poäng |
| ------------------------- | ------ | -------------- | ---------- | ----- |
| Allied Polymer Group      | 1974   | Brabham-Ford   | 1          |       |
| Amon                      | 1966   | Brabham-BRM    | 1          |       |
| Auto Motor und Sport      | 1970   | Brabham-Ford   | 13         | 10    |
| Bellasi                   | 1969   | Brabham-Ford   | 7          |       |
| Caltex Racing             | 1968   | Brabham-Repco  | 1          |       |
| Charles Vögele Racing     | 1968   | Brabham-Repco  | 5          | 2     |
| Chequered Flag            | 1974   | Brabham-Ford   | 2          |       |
| David Bridges             | 1966   | Brabham-BRM    | 4          | 1     |
| David Prophet             | 1963   | Brabham-Ford   | 1          |       |
| David Prophet             | 1965   | Brabham-Ford   | 1          |       |
| DW Racing Enterprises     | 1964   | Brabham-Climax | 8          | 5     |
| DW Racing Enterprises     | 1965   | Brabham-Climax | 7          |       |
| DW Racing Enterprises     | 1966   | Brabham-Climax | 6          | 1     |
| DW Racing Enterprises     | 1967   | Brabham-Climax | 6          | 2     |
| Ecurie Evergreen          | 1971   | Brabham-Ford   | 2          |       |
| Gus Hutchison             | 1970   | Brabham-Ford   | 1          |       |
| Ian Raby Racing           | 1964   | Brabham-BRM    | 2          |       |
| Ian Raby Racing           | 1965   | Brabham-BRM    | 2          |       |
| Jack Holme                | 1969   | Brabham-Repco  | 1          |       |
| Jo Bonnier                | 1966   | Brabham-Climax | 1          |       |
| John Goldie Racing        | 1974   | Brabham-Ford   | 15         | 1     |
| John Willment Automobiles | 1964   | Brabham-Ford   | 1          |       |
| John Willment Automobiles | 1965   | Brabham-BRM    | 7          |       |
| Ligier                    | 1967   | Brabham-Repco  | 5          |       |
| Luki Botha                | 1967   | Brabham-Climax | 1          |       |
| Paul Seitz                | 1969   | Brabham-Climax | 1          |       |
| R R C Walker              | 1964   | Brabham-BRM    | 8          | 4     |
| R R C Walker              | 1964   | Brabham-Climax | 4          |       |
| R R C Walker              | 1965   | Brabham-BRM    | 10         | 5     |
| R R C Walker              | 1965   | Brabham-Climax | 10         |       |
| R R C Walker              | 1966   | Brabham-BRM    | 1          |       |
| RAM                       | 1976   | Brabham-Ford   | 7          |       |
| Scuderia Finotto          | 1974   | Brabham-Ford   | 4          |       |
| Scuderia Scribante        | 1967   | Brabham-Climax | 1          |       |
| Scuderia Scribante        | 1968   | Brabham-Climax | 1          |       |
| Siffert Racing Team       | 1964   | Brabham-BRM    | 7          | 3     |
| Team Canada Formula 1     | 1974   | Brabham-Ford   | 1          |       |
| Team Gunston              | 1968   | Brabham-Repco  | 1          |       |
| Team Gunston              | 1969   | Brabham-Repco  | 1          |       |
| Team Gunston              | 1970   | Brabham-Ford   | 1          |       |
| Team Gunston              | 1971   | Brabham-Ford   | 1          |       |
| Team Gunston              | 1972   | Brabham-Ford   | 1          |       |
| Team Pretoria             | 1968   | Brabham-Climax | 1          |       |
| Tom Wheatcroft Racing     | 1970   | Brabham-Ford   | 1          |       |
| Williams                  | 1969   | Brabham-Ford   | 10         | 14    |

### Kända förare i andra stall
- Derek Bell, Tom Wheatcroft Racing  (1970)
- Joakim Bonnier, R R C Walker (1965)
- Geki, R R C Walker (1964)
- Guy Ligier, Ligier (1967)
- Jochen Rindt, R R C Walker (1964)
- Jo Siffert, R R C Walker (1964, 1965, 1966)
- Rolf Stommelen, Auto Motor und Sport (1970)
- John Watson, John Goldie Racing (1974)